# Michelotto Corella
Michelotto Corella (Michelotto Coreglia ou Michele di Corella) était un mercenaire espagnol né à Valence (Royaume de Valence), à une date inconnue dans la seconde moitié du XVe siècle et mort assassiné à Milan (Duché de Milan) en février 1508, actif en Italie à la fin du XVe et au début du XVIe siècle.

## Biographie
Ami d'enfance de César Borgia, il devient un de ses plus fidèles lieutenants, et est gouverneur de Forlì en 1499, puis de Piombino et de Pesaro en 1502. Il participe à l'assassinat d'Alphonse d'Aragon, deuxième mari de Lucrèce Borgia. On le soupçonne d'avoir exécuté Vitellozzo Vitelli et Oliverotto da Fermo, qui complotaient contre César Borgia, à Senigallia le 31 décembre 1502. Capturé par les ennemis des Borgia en 1503, il ne fut pas relâché avant 1505. Il reçut alors, grâce à la recommandation de Nicolas Machiavel, la charge de bargello ou capitaine de la police de Florence, qu'il conserve jusqu'en 1507.
Il est un expert dans l'usage de la corde pisane, la corde à violon réservée à la strangulation des captifs encombrants.
Michelotto Corella est mort assassiné à Milan en février 1508 en sortant de la maison du cardinal Georges d'Amboise par des hommes de main espagnols ; le commanditaire n'a pas été identifié.

## Culture populaire
- Michelotto est un antagoniste et l'une des principales cibles à assassiner du jeu vidéo Assassin's Creed: Brotherhood. Il est également la seule cible qui ne mourra pas (le jeu se déroulant à Rome et Michelotto étant mort à Milan). Cependant, dans le roman Assassin's Creed Brotherhood, Michelotto (Micheletto dans le livre) meurt à Valence, tué par la main de César Borgia[5].
- Il est un des personnages principaux du manga Cesare de Fuyumi Soryo.
- Son rôle est interprété par Sean Harris dans la série The Borgias et par Petr Vanek dans la série Borgia.